# Avan Jogia
Avan Tudor Jogia (Vancouver, 9 febbraio 1992) è un attore, regista e musicista canadese, principalmente conosciuto per il ruolo di Beck Oliver nella serie televisiva Victorious.

## Biografia
Avan Jogia nasce a Vancouver, nella Columbia Britannica, il 9 febbraio del 1992 da padre inglese, figlio di immigrati indiani originari del Gujarat, e da madre canadese di origini inglesi, gallesi e tedesche. Nella città natale, Jogia frequenta diverse scuole, come la Killarney Secondary School e la King George Secondary School, per poi lasciare gli studi durante il decimo anno per diventare attore. È il cofondatore della fondazione Straight But Not Narrow, che si occupa di combattere l'omofobia, insieme a Heather Wilke e Andre Pochon.

## Carriera
Il suo primo ruolo è nel 2006, quando interpreta Danny Araujo, fratello minore di Gwen Araujo, nel film per la televisione A Girl Like Me: The Gwen Araujo Story, diretto da Agnieszka Holland. L'anno seguente appare anche nella serie di The CW Aliens in America come Sam e, tra il 2008 e il 2009, è in Gym Teacher: The Movie e Spectacular!, entrambi film per la televisione di Nickelodeon. Sempre nel 2009 interpreta Ben Stark in Caprica, serie televisiva spin-off di Battlestar Galactica
A marzo 2010 Jogia debutta nel ruolo di Beck Oliver nella serie televisiva Victorious e ricopre lo stesso ruolo anche nell'episodio cross-over iParty con Victorious della quarta stagione di iCarly. Nel 2011 è il protagonista del film Finding Hope Now e presenta, insieme a Daniella Monet, la première di Transformers 3, tenutasi il 28 giugno 2011 a Times Square, New York.
Nel 2015 interpreta il ruolo principale nella serie televisiva Tut - Il destino di un faraone, con regia di David Von Ancken.
Nel 2021 ottiene il ruolo di Leon Scott Kennedy nel film reboot Resident Evil: Welcome to Raccoon City, basato alla serie di videogiochi della Capcom, diretto da Johannes Roberts. Nel marzo 2022 viene ingaggiato come attore protagonista insieme a Laura Marano, Scott Michael Foster e Jordi Webb nel film commedia romantica di Netflix Choose Love.

## Filmografia

### Attore

#### Cinema
- Triple Dog, regia di Pascal Franchot (2010)
- Alex, regia di Avan Jogia - cortometraggio (2011)
- Finding Hope Now, regia di Jennifer Tadlock (2014)
- You Are, regia di Michele Civetta (2014) uscito in home video
- Ten Thousand Saints, regia di Shari Springer Berman e Robert Pulcini (2015)
- I Am Michael, regia di Justin Kelly (2015)
- Ted 2, regia di Seth MacFarlane (2015) non accreditato
- Here Now, regia di Gregg Araki - cortometraggio (2015)
- The Drowning, regia di Bette Gordon (2016)
- Shangri-La Suite, regia di Eddie O'Keefe (2016)
- Le reiette (The Outcasts), regia di Peter Hutchings (2017)
- A Midsummer Night's Dream, regia di Casey Wilder Mott (2017)
- The New Romantic, regia di Carly Stone (2018)
- Paper Year, regia di Rebecca Addelman (2018)
- Shaft, regia di Tim Story (2019)
- Zombieland - Doppio colpo (Zombieland: Double Tap), regia di Ruben Fleischer (2019)
- La moglie dell'artista, regia di Tom Dolby (2019)
- The Exchange, regia di Dan Mazer (2021)
- Resident Evil: Welcome to Raccoon City, regia di Johannes Roberts (2021)
- Door Mouse, regia di Avan Jogia (2022)
- Johnny & Clyde, regia di Alana Hart (2023)
- Choose Love - Scegli l'amore (Choose Love), regia di Stuart McDonald (2023)

#### Televisione
- A Girl Like Me: The Gwen Araujo Story, regia di Agnieszka Holland – film TV (2006)
- Il diario del diavolo (Devil's Diary), regia di Farhad Mann – film TV (2007)
- Aliens in America – serie TV, 3 episodi (2007)
- Gym Teacher: The Movie, regia di Paul Dinello – film TV (2008)
- Spectacular!, regia di Robert Iscove – film TV (2009)
- Caprica – serie TV, 3 episodi (2009-2010)
- Victorious – serie TV, 52 episodi (2010-2013)
- iCarly – serie TV, 1 episodio (2011)
- IParty con Victorious (iParty with Victorious), regia di Steve Hoefer – film TV (2011)
- Rags, regia di Bille Woodruff – film TV (2012)
- Twisted: Socio Studies 101 – film TV (2013)
- Twisted – serie TV, 20 episodi (2013-2014)
- Tut - Il destino di un faraone (Tut), regia di David Von Ancken – miniserie TV (2015)
- Gli ultimi adolescenti dell'apocalisse (Last Teenagers of the Apocalypse) – serie TV, 4 episodi (2016)
- Ghost Wars – serie TV, 13 episodi (2017-2018)
- Now Apocalypse - serie TV, 10 episodi (2019)
- The Stranger - serie TV, 11 episodi (2020)
- Orphan Black: Echoes - serie TV, 10 episodi (2023)

### Regista
- Alex - cortometraggio (2011)
- Gli ultimi adolescenti dell'apocalisse (Last Teenagers of the Apocalypse) – serie TV, 4 episodi (2016)
- Of Dogs and Men - cortometraggio (2016)
- Door Mouse (2022)

## Doppiatori italiani
Nelle versioni in italiano dei suoi film, Avan Jogia è stato doppiato da:
- Flavio Aquilone in Tut - Il destino di un faraone, Shaft, Resident Evil: Welcome to Raccoon City
- Ruggero Andreozzi in Victorious, iParty con Victorious
- Stefano Pozzi in Spectacular!
- Andrea Mete in Twisted
- Luca Baldini in Zombieland - Doppio colpo

## Discografia

### Apparizioni Speciali
- Finally Falling (2011) feat. Victoria Justice

### Singoli
- I Want You Back (2011) feat. Victorious Cast
- All I Want Is Everything (2011) feat. Victorious Cast
- Leave All To Shine (2011) feat. Victorious Cast
- Shup Up 'N Dance (2012) feat. Victorious Cast
- Five Fingaz to the face (2012) feat. Victorious Cast